# 陳美寶
陳美寶，JP（1966年1月4日—），香港特別行政區主要官員之一，政務官出身，現任運輸及物流局局長，自2017年出任運輸署署長開始，歷任運輸及物流局常任秘書長、局長，長期主管香港運輸事務。

## 簡歷
陳美寶曾就讀香港中文大學本科，獲工商管理（綜合商業管理）學士學位。 她其後在1989年7月加入香港政府政務主任職系，曾在政務總署、規劃環境地政科、新機場工程統籌署服務。在回歸前，她曾在當時的布政司辦公室（後改稱政務司司長辦公室）供職。她其後調任政制事務局首席助理局長，並曾陪同時任政務司司長陳方安生訪問北京。
陳美寶其後調任房屋及規劃地政局及教育統籌局，並在2008年10月升任教育局副秘書長，後於2012年7月調任財經事務及庫務局副秘書長（庫務），期間在2014年4月晉升為首長級乙一級政務官。她在2016年8月調任同局負責財經事務的副秘書長。
2017年10月11日，陳美寶出任運輸署署長，接替在7月晉升為教育局常任秘書長的楊何蓓茵，開始主管香港交通運輸事務。在任期間，她見證了中環及灣仔繞道、東區走廊連接路、廣深港高鐵香港段、港珠澳大橋等項目通車，並在2019年4月晉升為首長級甲級政務官。
2020年8月1日，陳美寶接替退休的黎以德，晉升為運輸及房屋局常任秘書長（運輸），並在2022年4月晉升為首長級甲一級政務官。隨著政府改組，她在2022年7月特區第六屆政府上任後，改任新成立的運輸及物流局常任秘書長，繼續主管運輸事務。
2024年12月5日，香港行政長官李家超宣佈中華人民共和國國務院依照《香港基本法》有關規定，根據他的提名和建議，任命陳美寶為運輸及物流局局長，接替離任的林世雄。同時，羅淑佩亦接替楊潤雄出任文化體育及旅遊局局長。李家超指出，他賞識兩位新任局長的領導能力、解說能力和主動辦事。

## 榮譽

### 殊勳
- 官守太平紳士（英語：J.P.）（2009年7月1日－）[10][11]